# Alpesi szalamandra
Az alpesi szalamandra (Salamandra atra) a kétéltűek (Amphibia) osztályának a farkos kétéltűek (Caudata) rendjéhez, ezen belül a szalamandrafélék (Salamandridae) családjához tartozó faj.

## Előfordulása
Az Alpok magasabb részein, a hegyi erdőkben és patakok kövei között él. Franciaország, Németország, Olaszország, Liechtenstein, Svájc, Ausztria, Szlovénia, Horvátország, Bosznia-Hercegovina, Szerbia, Montenegró és Albánia területén honos.

## Megjelenése
Testhossza 9-15 centiméter. Egyenletesen fénylő fekete színű. Testének két oldalán egy-egy sor jól kivehető szemölcs fut végig, melyeket jellegzetes harántredők választanak el egymástól. Bőre egyébként sima, fején kiemelkedő fültőmirigyek találhatók. A fekete színű alpesi szalamadrák mellett szórványosan sötétbarna állatok is előfordulnak. A fiatalok az öregekhez hasonlítanak.
|  |

## Életmódja
Az alpesi szalamandrát már 400 méter magasságban megtaláljuk, de tulajdonképpeni élőhelye 800 és 3000 méter között fekszik; leggyakoribb a 800 és 2000 méter magas területek között. Tápláléka bogarak, meztelen csigák és férgek.

## Szaporodása
A nőstényben, általában csak 2 pete termékenyül meg és indul fejlődésnek. A lárvák még az anya testén belül átalakulnak, 4-5 centiméteresen jönnek a világra.

## Védettsége
Az Európai Közösségben természetvédelmi szempontból jelentős fajként tartják nyilván.